# 사이클로펜테인
사이클로펜테인(cyclopentane) 또는 시클로펜탄은 C5H10의 화학식을 가져 분자에 탄소원자가 5개인 사이클로알케인이다.